# Asesino (película de 1998)
Asesino es una película kazajo-francesa dirigida por Darezhan Omirbayev, ganador de varios premios internacionales.

## Sinopsis
Marat (Talgat Assetov) trabaja como chofer para un conocido científico. Cuando conduce a casa desde el hospital de maternidad con su esposa Aijan (Roksana Abouova) y su bebé, produce un accidente de tráfico menor. Al pagar los daños, Marat queda en deuda. Más tarde el hijo de ambos se enferma, y como no puede costear los gastos, Marat se ve obligado a asesinar a un periodista para conseguir algo de dinero.

## Elenco
| Actriz/Actor    | Personaje |
| --------------- | --------- |
| Talgat Assetov  | Marat     |
| Roksana Abouova | Aijan     |

## Estreno

### Países
| País         | Fecha              |
| ------------ | ------------------ |
| Francia      | 6 de enero de 1999 |
| Países Bajos | 6 de enero de 2000 |

### Festivales
| País            | Fecha                    | Festival                          |
| --------------- | ------------------------ | --------------------------------- |
| Canadá          | 12 de septiembre de 1998 | Festival de Toronto               |
| Taiwán          | 30 de noviembre de 1999  | Festival Caballo de Oro de Taipéi |
| República Checa | 24 de enero de 2004      | Festival de Febio                 |
| Argentina       | 12 de marzo de 2005      | Festival de Mar del Plata         |

## Lugares de filmación
- Almaty, Kazajistán

## Premios

### Festival de Cannes
| Año  | Resultado | Premio                   | Categoría/Destinatario(s) |
| ---- | --------- | ------------------------ | ------------------------- |
| 1998 | Ganador   | Premio Un Certain Regard | Darezhan Omirbayev        |

### Festival de Karlovy Vary
| Año  | Resultado | Premio                                | Categoría/Destinatario(s) |
| ---- | --------- | ------------------------------------- | ------------------------- |
| 1998 | Ganador   | Premio Don Quijote - Mención Especial | Darezhan Omirbayev        |
| 1998 | Nominado  | Globo de Cristal                      | Darezhan Omirbayev        |